# End Of The Day (ボーイズIIメンの曲)
「End Of The Day」（エンド・オブ・ザ・デイ）は、ボーイズIIメンの楽曲で、EXILE ATSUSHIのコラボレーション・ソングである。作曲はテディー・ライリーによる書き下ろしで、作詞は英語のパートをテディー、日本語のパートをATSUSHIが手がけた。2011年9月28日に11作目のオリジナル・アルバム『TWENTY』の日本盤の発売に先駆けて配信が開始され、10月12日に発売された同作の日本盤にボーナス・トラックとして収録された。
2012年1月1日に発売されたEXILE ATSUSHIの1作目のアルバム『Solo』には、別バージョン「END OF THE DAY feat. Boyz II Men -A's Urban Version-」が収録された。

## 背景・リリース
ボーイズIIメンが2011年にデビュー20周年に迎え、これを記念したアルバム『TWENTY』の制作を開始。これにあたり、かねてより親交のあるATSUSHIと共演することを提案し、ATSUSHIが本作で共演することを提案した。ボーイズIIメンとATSUSHIの共演は、2006年に発売されたアルバム『The Remedy』に収録の「Muzak feat. ATSUSHI (EXILE)」以来2回目で、ウォンヤ・モリスは「ATSUSHIは俺たちの20年のキャリアの重要な1ページ。是非とも彼には参加してほしかった。それに、これがまた素晴らしい曲なんだ。」と語っている。
楽曲は愛を題材としたもので、ボーイズIIメンのメンバーは「俺たちが歌うのだから、当然愛に決まっている。アップテンポのラブソングで気に入ってもらえるはずだ。」と語っている。アルバム『TWENTY』のリリースに先駆け、9月28日より同曲の携帯配信が開始され、10月12日に発売された『TWENTY』の日本盤にボーナス・トラックとして収録された。
2012年1月1日に発売されたEXILE ATSUSHIの1stアルバム『Solo』には、「END OF THE DAY feat. Boyz II Men -A's Urban Version-」（エンド・オブ・ザ・デイ・フィーチャリング・ボーイズツーメン・エーズ・アーバン・バージョン）という別バージョンが収録された。曲の長さは、「TWENTY」に入っているオリジナルバージョンは3分59秒と4分を切っており、「Solo」に入っているバージョンは4分1秒と少しオリジナルより長くなっている。

## 批評
楽曲についてCDジャーナルは、「テディ・ライリーの身軽さとUTAの輝かしい鍵盤のアレンジを生かしたグルーヴィなR&B」と評している。

## 収録アルバム
ボーイズIIメン
- TWENTY

EXILE ATSUSHI
- Solo（A's Urban Version）